# Danielle Steel
Danielle Steel   (Nova York, 14 d'agost de 1947) és una novel·lista romàntica estatunidenca.

## Biografia
Des de ben petita es va decantar pel món de les lletres a través de les històries que ella mateixa escrivia. Va estudiar Relacions Públiques i Publicitat a Nova York i a Europa. Durant la seva adolescència es va dedicar principalment a escriure poesia.
Danielle Steel ha estat casada 5 vegades i una de les seves parelles va ser l'actor George Hamilton.
Un dels seus pitjors moments de la seva vida va ser vèncer el càncer que tenia quan era petita. Va fundar The Nick Traina Fundation, amb l'objectiu d'ajudar les persones amb malalties mentals i nens que patien abusos sexuals.
El 1973, quan tenia 26 anys, va publicar la seva primera novel·la, Going home (Tornant a casa). Des de 1989, la novel·lista es troba en el Llibre Guinness de Rècords perquè va aconseguir tenir tres obres a la llista de supervendes al mateix temps. El 1998 va escriure "His bright light", basat en la vida i mort del seu fill Nick Traina. El 2003 va obrir una galeria d'art a San Francisco per poder mostrar les seves obres, ja que li agrada molt l'art i col·lecciona diferents peces artístiques.